# Antoni Michniewski
Antoni Tadeusz Michniewski pseud. i krypt.: A. M.; A. Stylski; Mieściuszko Gminowicz R. M. N.; X. A. T. M. P. S., (ur. 24 lub 26 maja 1743 w Warszawie, zm. około 1776 tamże) – polski dramaturg, poeta, ksiądz i publicysta.

## Życiorys
Urodził się w ubogiej warszawskiej rodzinie. 24 września 1761 został przyjęty do warszawskiego seminarium Zgromadzenia Ks. Ks. Misjonarzy. Dwa lata później (25 września 1763) złożył śluby zakonne. W latach 1763–1773 pełnił służbę misjonarską. Po opuszczeniu Zgromadzenia Misjonarzy (1773) pełnił prawdopodobnie obowiązki proboszcza w podwarszawskiej parafii Służew. W tym okresie nawiązał bliższe kontakty ze środowiskiem literackim Warszawy. Zmarł latem roku 1776(?).
Błędnie uważano Michniewskiego za członka zgromadzenia pijarów.

## Twórczość
Był redaktorem czasopisma "Monitor" (1773) i autorem niespełna 30 numerów tej gazety. Kilka jego wierszy ukazało się w tygodniku "Zabawy Przyjemne i Pożyteczne" (1775). W latach 1775–1776 dość blisko współpracował z warszawskim teatrem publicznym (7 listopada 1775 odebrał z kasy teatru kwotę 15 dukatów jako honorarium za 2 pierwsze komedie).

### Ważniejsze utwory
1. (Artykuły), "Monitor" 1773, nr 24-27, 29, 34
2. (Wiersze): Melancholia; Do biedy; Do czwartku, "Zabawy Przyjemne i Pożyteczne" 1775, t. 11, cz. 2; t. 12, cz. 1
3. Teresa, albo Tryumf cnoty. Komedia dla teatru warszawskiego napisana. Z załączeniem wielkiej części myśli przedniejszych, wybranych z komedii francuskich Imć p. V(oltaire'a). Przez..., Warszawa 1775, wyst. 2 sierpnia 1775; fragmenty przedr. J. Kott, S. Lorentz w: Warszawa wieku Oświecenia, Warszawa 1954, (z wierszem dedykowanym ks. K. Sanguszkowej; według Voltaire: Nanine, ou le préjugé vaincu)
4. Tryumf łaskawości. Komedia w 3 aktach, dla teatru warszawskiego napisana. Przez... Roku 1775, (Warszawa) 1775, wyst. Warszawa 5 listopada 1775, (z wierszem dedykowanym do Stanisława Augusta)
5. Ludwika, albo miłość stateczna. Komedia w 3 aktach, dla teatru warszawskiego napisana. Przez..., Warszawa 1775, wyst. Warszawa 1 lutego 1776; fragmenty przedr. J. Kott, S. Lorentz w: Warszawa wieku Oświecenia, Warszawa 1954; rękopis (odpis z XIX w.) w Ossolineum, sygn. 11181/I
6. Trzewiki morderowe, albo szewcowa niemiecka. Komedia w 3 aktach. Najpierwszy raz po francusku na teatrze francuskim w Paryżu reprezentowana dnia 11 stycznia 1777, dla teatru warszawskiego z niektórymi przydatkami przez A. M. napisana, wyst. Warszawa lipiec 1776, wyd. Warszawa 1777, (autorstwo według L. Bernackiego; według A. Ferrières: Les Souliers mordorés, ou la cordonnière allemande).